# Яніна Геттіх
Яніна Геттіх (нім. Janina Hettich) — німецька біатлоністка, медалістка чемпіонату світу.
Срібну мадаль світової першості Геттіх виборола на чемпіонаті світу 2021 року, що проходив у словенській Поклюці, у складі німецької естафетної збірної.

## Життєпис
Яніна Геттіх виросла з двома молодшими братами та сестрами в Лаутербасі. У віці десяти років вона почала бігати на роликових лижах, через два роки вступила до гірськолижного клубу у Шенвальді і розпочала там регулярні тренування з біатлону. У 2012 році вона перейшла в гірськолижну школу-інтернат у Фуртвангені, а після закінчення середньої школи у 2014 році стала спортсменкою й увійшла до групи промоції спорту Бундесверу в Тодтнау.
У 2015 році Геттіх дебютувала у чемпіонаті світу серед юніорів у Мінську-Раубичах, де вже увійшла до десятки найкращих. Наступного року вона взяла участь у молодіжному чемпіонаті світу та завершила свої перші гонки на Кубку IBU у Мартеллі. Потім Геттіх провела сезон 2016/17 у юніорському Кубку IBU, де закінчила свою першу гонку на другому місці. Надалі, проте, вона не змогла підтвердити цей результат і була 22-й у загальному заліку. Однак на молодіжному чемпіонаті світу в Осрблі вона була шостою в особистому заліку.
У 2017 році Яніна Геттіх перейшла в дорослий дивізіон і регулярно брала участь у Кубку IBU. Там вона мала неоднозначні успіхи і посіла 16-те місце в загальному заліку. У сезоні 2018/2019 вона змогла покращити свої показники, регулярно досягаючи десятки найкращих і здобула свій перший подіум у спринті в Ленцергайде, посівши 3-тє місце. На чемпіонаті Європи в Мінську вона була 5-ю в особистому заліку і виграла срібну медаль із німецькою змішаною естафетою. Загалом Геттіх завершила сезон на 4-му місці в загальному Кубку IBU, а це означає, що вона відібралася на фінал Кубка світу в Осло. Там вона закінчила 44-ю у спринті та змогла піднятися до 32-го місця у переслідуванні.
Улітку 2019 року Яніну Геттіх прийняли до групи високих досягнень Німецької лижної асоціації, яку тренували Крістіан Мерінгер та Флоріан Штайрер. Вона знову розпочала сезон 2019/2020 у Кубку IBU, але вже у грудні перейшла на Кубок світу на етапі в Ле-Гран-Борнані, де вперше увійшла до 30 найкращих у спринті та переслідуванні. У січні на етапі в Обергофі вона вперше увійшла до складу естафетної збірної, яка досягла 4-го місця. У змішаній естафеті в Поклюці з Філіппом Горном, Йоганнесом Кюном та Ванессою Гінц вона здобула свій перший подіум Кубка світу — 3-тє місце.
У сезоні 2020/21 Яніна Геттіх виконала половину норми Кубка світу, посівши після слабих виступів у перших двох етапах Кубка світу 12-те місце в спринті в Гохфільцені. З 13-м місцем у другому спринті в Гохфільцені вона досягла норми Кубка світу і вперше кваліфікувалася до мас-старту. Там вона досягла свого 10-го місця. На своєму третьому етапі сезону 2020/2021 в Обергофі вона досягла першої в кар'єрі перемоги у Кубку світу в естафетній команді разом із Ванессою Гінц, Деніз Геррманн та Францискою Пройс.